# 迪爾比
迪尔比（法語：Durbuy，法語發音：[dyʁbɥi] ⓘ）是比利时瓦隆大区盧森堡省馬爾什昂法梅訥區的一个城市，位于乌尔特河畔，地处盧森堡、那慕尔、列日三省交界处，通行法语，是比利时法语社群的一部分，面积156.61平方千米，人口11,637人（2021年12月1日）。